# Arcidiocesi di Concepción

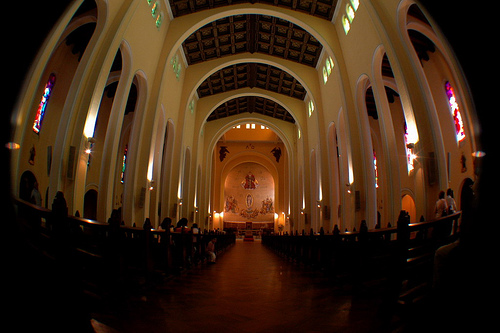
Interno della Cattedrale dell'Immacolata Concezione

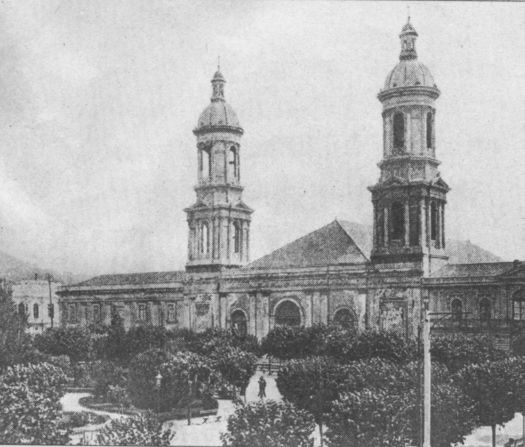
La vecchia cattedrale di Concepción, abbattuta dopo il terremoto del 1939

L'arcidiocesi di Concepción (in latino Archidioecesis Sanctissimae Conceptionis) è una sede metropolitana della Chiesa cattolica in Cile. Nel 2021 contava 801.150 battezzati su 1.367.144 abitanti. È retta dall'arcivescovo Sergio Hernán Pérez de Arce Arriagada, SS.CC.

## Territorio
L'arcidiocesi si trova nella regione del Bío Bío, Cile e comprende le province di Concepción ed Arauco, nonché due comuni della provincia di Biobío (Yumbel e Cabrero) e due comuni della provincia di Ñuble (Coelemu e Ránquil).
Sede arcivescovile è la città di Concepción, dove si trova la cattedrale dell'Immacolata Concezione.
Il territorio si estende su 11.400 km² ed è suddiviso in 65 parrocchie, raggruppate in 8 decanati.

## Storia
La diocesi di La Imperial fu eretta il 22 marzo 1564, con la bolla Super specula di papa Pio IV, ricavandone il territorio dalla diocesi di Santiago del Cile (oggi arcidiocesi). Originariamente era suffraganea dell'arcidiocesi di Lima.
L'erezione della diocesi e la nomina del suo primo vescovo furono confermati da papa Pio V il 30 dicembre 1567 con il breve Provisionis nostrae.
Nel 1603 la sede fu traslata da La Imperial, l'odierna Carahue, a Penco e la diocesi assunse il nome di diocesi di Concepción. Nel 1763 la sede fu nuovamente traslata da Penco a Concepción.
Il 21 maggio 1840 entrò a far parte della provincia ecclesiastica dell'arcidiocesi di Santiago del Cile.
Il 1º luglio 1840 e 16 luglio 1901 cedette porzioni di territorio a vantaggio dell'erezione rispettivamente della diocesi di San Carlos de Ancud e della prefettura apostolica di Araucanía (oggi diocesi di Villarrica).
Nel 1908 e nel 1916 porzioni del proprio territorio, rispettivamente Temuco e Chillán, furono affidate alla cura pastorale di Governatori ecclesiastici, con carattere episcopale, dipendenti dal vescovo di Concepción.
Il 18 ottobre 1925 furono erette tre nuove diocesi con territorio separato da quello della diocesi di Concepción, la diocesi di Chillán (oggi diocesi di San Bartolomé de Chillán), la diocesi di Temuco e la diocesi di Linares. 
Il 20 maggio 1939 è stata elevata al rango di arcidiocesi metropolitana con la bolla Quo provinciarum di papa Pio XII. Nello stesso anno un terremoto distrusse la cattedrale. La ricostruzione si iniziò il 3 novembre dell'anno successivo e si concluderà con la consacrazione l'11 luglio 1964.
Il 20 giugno 1959 ha ceduto ancora una porzione di territorio a vantaggio dell'erezione della diocesi di Los Ángeles (oggi diocesi di Santa María de Los Ángeles).

## Cronotassi dei vescovi
Si omettono i periodi di sede vacante non superiori ai 2 anni o non storicamente accertati.
- Antonio de San Miguel Avendaño y Paz, O.F.M. † (22 marzo 1564 - 9 marzo 1588 nominato vescovo di Quito)
- Agustín de Cisneros Montesa † (9 marzo 1588 - settembre 1594 deceduto)
  - Sede vacante (1594-1598)
  - Pedro de Azuaga, O.F.M. † (1595 - ?) (vescovo eletto)
- Reginaldo de Lizárraga, O.P. † (31 agosto 1598 - 20 luglio 1609 nominato vescovo di Paraguay)
  - Sede vacante (1609-1618)
- Carlos Marcelo Corni Velázquez † (18 ottobre 1618 - 17 agosto 1620 nominato vescovo di Trujillo)
- Luis Jerónimo Oré, O.F.M.Obs. † (17 agosto 1620 - 30 gennaio 1630 deceduto)
  - Sede vacante (1630-1633)
- Diego de Zambrana de Villalobos † (14 marzo 1633 - 17 marzo 1653 nominato vescovo di Santiago del Cile)
- Dionisio de Cimbrón, O.Cist. † (23 giugno 1653 - 19 gennaio 1661 deceduto)
  - Sede vacante (1661-1669)
  - Diego Medellín, O.F.M. † (1661 - ?) (vescovo eletto)
  - Andrés de Betencur, O.F.M. † (1664 - 1665 deceduto) (vescovo eletto)
- Francisco de Loyola y Vergara, O.S.A. † (15 luglio 1669 - novembre 1677 deceduto)
  - Sede vacante (1677-1682)
- Antonio de Morales, O.P. † (25 maggio 1682 - dicembre 1683 deceduto)
  - Sede vacante (1683-1686)
- Luis de Lemos y Usategui, O.S.A. † (16 settembre 1686 - 27 novembre 1692 dimesso)
- Martín de Híjar y Mendoza, O.S.A. † (13 aprile 1693 - 15 maggio 1704 deceduto)
  - Sede vacante (1704-1708)
- Diego Montero del Aguila † (3 ottobre 1708 - 21 gennaio 1715 nominato vescovo di Trujillo)
- Juan de Necolalde † (1º aprile 1715 - 12 maggio 1723 arcivescovo di La Plata o Charcas)
- Juan Francisco Antonio de Escandón, C.R. † (12 maggio 1723 - 18 giugno 1731 nominato arcivescovo di Lima)
- Salvador Bermúdez y Becerra † (18 giugno 1731 - 28 febbraio 1742 nominato vescovo di La Paz)
- Pedro Felipe de Azúa y Iturgoyen † (28 febbraio 1742 - 18 dicembre 1744 nominato arcivescovo di Santafé en Nueva Granada)
- José de Toro y Zambrano † (18 dicembre 1744 - 1º maggio 1760 deceduto)
- Pedro Ángel de Espiñeira, O.F.M.Obs. † (23 novembre 1761 - 9 febbraio 1778 deceduto)
- Francisco José Marán † (1º marzo 1779 - 12 settembre 1794 nominato vescovo di Santiago del Cile)
- Tomás de Roa y Alarcón † (12 settembre 1794 - 5 settembre 1805 deceduto)
- Diego Antonio Navarro Martín de Villodras † (26 agosto 1806 - 16 marzo 1818 nominato arcivescovo di La Plata o Charcas)
  - Sede vacante (1818-1832)
- José Ignacio Cienfuegos Arteaga † (17 dicembre 1832 - 27 aprile 1840 dimesso)[4]
- Diego Antonio Elizondo y Prado † (27 aprile 1840 - 5 ottobre 1852 deceduto)
- José Hipólito Salas y Toro † (23 giugno 1854 - 20 luglio 1883 deceduto)
  - Sede vacante (1883-1886)
- Fernando Blaitt Mariño † (17 dicembre 1886 - 14 luglio 1887 deceduto)
  - Sede vacante (1887-1890)
- Plácido Labarca Olivares † (26 giugno 1890 - 9 ottobre 1905 deceduto)
- Luis Enrique Izquierdo Vargas † (26 gennaio 1906 - 7 agosto 1917 deceduto)
- Gilberto Fuenzalida Guzmán † (20 febbraio 1918 - 24 marzo 1938 deceduto)
- Alfredo Silva Santiago † (4 febbraio 1939 - 27 aprile 1963 dimesso[5])
- Manuel Sánchez Beguiristáin † (25 giugno 1963 - 3 maggio 1983 ritirato)
- José Manuel Santos Ascarza, O.C.D. † (3 maggio 1983 - 29 luglio 1988 dimesso)[6]
- Antonio Moreno Casamitjana † (14 ottobre 1989 - 27 dicembre 2006 ritirato)
- Ricardo Ezzati Andrello, S.D.B. (27 dicembre 2006 - 15 dicembre 2010 nominato arcivescovo di Santiago del Cile)
- Fernando Natalio Chomalí Garib (20 aprile 2011 - 25 ottobre 2023 nominato arcivescovo di Santiago del Cile)
- Sergio Hernán Pérez de Arce Arriagada, SS.CC., dal 16 maggio 2024

## Statistiche
L'arcidiocesi nel 2021 su una popolazione di 1.367.144 persone contava 801.150 battezzati, corrispondenti al 58,6% del totale.
| anno | popolazione | popolazione | popolazione | presbiteri | presbiteri | presbiteri | presbiteri                | diaconi | religiosi | religiosi | parrocchie |
| anno | battezzati  | totale      | %           | numero     | secolari   | regolari   | battezzati per presbitero | diaconi | uomini    | donne     | parrocchie |
| ---- | ----------- | ----------- | ----------- | ---------- | ---------- | ---------- | ------------------------- | ------- | --------- | --------- | ---------- |
| 1950 | 525.000     | 530.000     | 99,1        | 124        | 61         | 63         | 4.233                     |         | 80        | 310       | 40         |
| 1966 | 680.000     | 756.000     | 89,9        | 120        | 56         | 64         | 5.666                     |         | 67        | 350       | 49         |
| 1970 | 689.046     | 798.700     | 86,3        | 139        | 66         | 73         | 4.957                     |         | 75        | 360       | 51         |
| 1976 | 729.834     | 851.125     | 85,7        | 116        | 50         | 66         | 6.291                     | 6       | 70        | 324       | 50         |
| 1980 | 740.000     | 885.000     | 83,6        | 118        | 51         | 67         | 6.271                     | 6       | 79        | 211       | 54         |
| 1990 | 751.914     | 1.002.554   | 75,0        | 115        | 50         | 65         | 6.538                     | 5       | 74        | 240       | 52         |
| 1999 | 649.310     | 1.150.000   | 56,5        | 123        | 59         | 64         | 5.278                     | 7       | 69        | 246       | 53         |
| 2000 | 649.350     | 1.150.000   | 56,5        | 124        | 60         | 64         | 5.236                     | 10      | 68        | 246       | 53         |
| 2001 | 649.350     | 1.150.000   | 56,5        | 119        | 53         | 66         | 5.456                     | 11      | 70        | 246       | 53         |
| 2002 | 655.000     | 1.161.000   | 56,4        | 135        | 67         | 68         | 4.851                     | 17      | 72        | 246       | 53         |
| 2003 | 648.800     | 1.150.000   | 56,4        | 129        | 65         | 64         | 5.029                     | 17      | 67        | 219       | 52         |
| 2004 | 599.150     | 1.150.000   | 52,1        | 135        | 69         | 66         | 4.438                     | 21      | 94        | 207       | 53         |
| 2006 | 612.000     | 1.176.000   | 52,0        | 129        | 69         | 60         | 4.744                     | 29      | 88        | 207       | 53         |
| 2013 | 681.000     | 1.283.000   | 53,1        | 124        | 69         | 55         | 5.491                     | 42      | 81        | 176       | 55         |
| 2016 | 809.406     | 1.381.346   | 58,6        | 109        | 71         | 38         | 7.425                     | 52      | 63        | 155       | 55         |
| 2019 | 833.700     | 1.422.770   | 58,6        | 111        | 68         | 43         | 7.510                     | 58      | 62        | 144       | 55         |
| 2021 | 801.150     | 1.367.144   | 58,6        | 102        | 59         | 43         | 7.854                     | 56      | 67        | 140       | 65         |